# Vilar do Monte (Ponte de Lima)
Vilar do Monte é uma povoação portuguesa do Município de Ponte de Lima que foi sede da extinta Freguesia de Vilar do Monte, freguesia que tinha 3,51 km² de área e 106 habitantes (2011), e, por isso, uma densidade populacional de 30,2 hab/km².
A Freguesia de Vilar do Monte foi extinta (agregada) pela última Reorganização administrativa do território das freguesias, de acordo com a Lei nº 11-A/2013 de 28 de Janeiro, tendo o seu território sido agregado ao das Freguesias de Rendufe e de Labrujó para constituir a Freguesia de Labrujó, Rendufe e Vilar do Monte com sede em Rendufe.

## População
| População da freguesia de Vilar do Monte | População da freguesia de Vilar do Monte | População da freguesia de Vilar do Monte | População da freguesia de Vilar do Monte | População da freguesia de Vilar do Monte | População da freguesia de Vilar do Monte | População da freguesia de Vilar do Monte | População da freguesia de Vilar do Monte | População da freguesia de Vilar do Monte | População da freguesia de Vilar do Monte | População da freguesia de Vilar do Monte | População da freguesia de Vilar do Monte | População da freguesia de Vilar do Monte | População da freguesia de Vilar do Monte | População da freguesia de Vilar do Monte |
| ---------------------------------------- | ---------------------------------------- | ---------------------------------------- | ---------------------------------------- | ---------------------------------------- | ---------------------------------------- | ---------------------------------------- | ---------------------------------------- | ---------------------------------------- | ---------------------------------------- | ---------------------------------------- | ---------------------------------------- | ---------------------------------------- | ---------------------------------------- | ---------------------------------------- |
| 1864                                     | 1878                                     | 1890                                     | 1900                                     | 1911                                     | 1920                                     | 1930                                     | 1940                                     | 1950                                     | 1960                                     | 1970                                     | 1981                                     | 1991                                     | 2001                                     | 2011                                     |
| 251                                      | 226                                      | 245                                      | 258                                      | 229                                      | 188                                      | 224                                      | 255                                      | 237                                      | 226                                      | 207                                      | 175                                      | 164                                      | 113                                      | 106                                      |

| Distribuição da População por Grupos Etários | Distribuição da População por Grupos Etários | Distribuição da População por Grupos Etários | Distribuição da População por Grupos Etários | Distribuição da População por Grupos Etários | Distribuição da População por Grupos Etários | Distribuição da População por Grupos Etários | Distribuição da População por Grupos Etários | Distribuição da População por Grupos Etários | Distribuição da População por Grupos Etários |
| -------------------------------------------- | -------------------------------------------- | -------------------------------------------- | -------------------------------------------- | -------------------------------------------- | -------------------------------------------- | -------------------------------------------- | -------------------------------------------- | -------------------------------------------- | -------------------------------------------- |
| Ano                                          | 0-14 Anos                                    | 15-24 Anos                                   | 25-64 Anos                                   | > 65 Anos                                    |                                              | 0-14 Anos                                    | 15-24 Anos                                   | 25-64 Anos                                   | > 65 Anos                                    |
| 2001                                         | 11                                           | 16                                           | 50                                           | 36                                           |                                              | 9,7%                                         | 14,2%                                        | 44,2%                                        | 31,9%                                        |
| 2011                                         | 17                                           | 5                                            | 55                                           | 29                                           |                                              | 16,0%                                        | 4,7%                                         | 51,9%                                        | 27,4%                                        |

Média do País no censo de 2001:  0/14 Anos-16,0%; 15/24 Anos-14,3%; 25/64 Anos-53,4%; 65 e mais Anos-16,4%

## Património
- Mesa dos Quatro Abades